# Pravlov
Pravlov (in tedesco Prahlitz) è un comune della Repubblica Ceca facente parte del distretto di Brno-venkov, in Moravia Meridionale.